# José María Pinaud
José María Pinaud (né en 1890 et mort en 1948) était un homme politique et des médias du Costa Rica.

## Biographie
Pinaud était propriétaire du Journal La Tribuna et de la station de Radio América Latina. Il était également Membre du Partido Nacional, ainsi que député.
Il fut le chef de la police sous le gouvernement d'Alfredo González Flores, jusqu'à sa chute, le 21. Janvier 1917, 
Le 27 janvier 1917, Pinaud, avec Rudecindo Guardia, proclamèrent Federico Alberto Tinoco Granados président du Costa Rica.
Tinoco a profité de son poste à la Oficina Central de Detectives pour persécuter les opposants du gouvernement. Les structures policières sont restées intactes de 1920 à 1928 dirigées par Pinaud,. Il mit un accent particulier sur la poursuite des délits contre la propriété.
Dans la Guerre de Coto, conflit frontalier avec le Panama, au début de 1921, Pinaud occupa la ville d'Almirante, dans la province de Bocas del Toro.

## Journalisme et vie politique
En 1919, Pinaud fut le  rédacteur en chef du quotidien La Prensa et de 1918 à 1930, propriétaire et éditeur du journal La Tribuna.
Le 24 mai 1934, il acheta les actions du journal La Tribuna à Otilio Ulate Blanco, et Pinaud devint par la suite le seul propriétaire du journal. La Tribuna se développa et se transforma en un des plus grands journaux de son époque au Costa Rica.
Pinaud fut le médiateur lors de la grande grève bananière de la côte Atlántique, en 1934. Les grévistes Luís Carlos Fallas, Jaime Cerdas Mora, Arnoldo Ferreto, Lino Octavo Bustos et Tobiás Vaglio ont été arrêtés.
La Tribuna a représenté la politique du gouvernement de Rafael Angel Calderón Guardia et était la Propriété de José María Pinaud.
En 1945, Pinaud une acheta une imprimerie d'occasion aux États-Unis pour fonder un nouveau journal qui devint La Nación.
Pinaud donna lieu à la reconnaissance du Guanacaste comme arbre national du Costa Rica, pour commémorer l'annexion du Partido de Nicoya au Costa Rica.

## Publications
- Le malaise secret du journaliste
- L'épopée du civisme costaricien, 7 novembre 1889, La Tribuna, San José, 1942